# Jessie Mueller
Jessica Ruth Mueller (nascuda el 20 de febrer de 1983) és una actriu i cantant nord-americana. Va iniciar la seva carrera d'actriu a Chicago i va guanyar el premi Joseph Jefferson el 2008 pel seu paper com a Carrie Pipperidge a Carousel. El 2011, es va traslladar a la ciutat de Nova York per protagonitzar un revival a Broadway de On a Clear Day You Can See Forever, pel qual va ser nominada al premi Tony. Va guanyar el premi Tony de 2014 a la millor actriu en un musical per la seva interpretació com a Carole King a Beautiful: The Carole King Musical. Va rebre dues nominacions addicionals al premi a la millor actriu Tony pels seus papers destacats a Waitress (2016) i al revival de Broadway of Carousel (2018).

## Biografia
Mueller va néixer a una família d'actors, filla de Jill (nascuda Shellabarger) i Roger Mueller, i es va criar a Evanston (Illinois).
Els seus germans, Andrew i Matt, i la seva germana, Abby, són actors i coneguts pel seu treball a produccions de Chicago, a l'off-Broadway i Broadway. A partir del 2019, tres dels quatre germans Mueller havien aparegut a les produccions de Broadway.
Mueller és de confessió luterana. Es va graduar a l'Evanston Township High School el 2001 i a la Universitat de Syracuse el 2005.

### Carrera

#### 2005–2011: teatre de Chicago
Després de la seva graduació, Mueller va tornar a Chicago i va actuar al Chicago Shakespeare Theater, viatjant el 2006 a Anglaterra per actuar al Swan Theatre de Stratford-upon-Avon com Lady Mortimer a Enric IV, part 1. Van seguirdiversos papers a la zona de Chicago, incloent Lizzie Fields in Baby, Once Upon a Mattress com a Lady-In Waiting i Esther a in Meet Me in St. Louis. Al Marriott Theatre de Lincolnshire, Illinois, va actuar a in Shout! The Mod Musical, Shenandoah, Miss Adelaide a Guys and Dolls i Tzeitel a  Fiddler on the Roof. El 2009, Mueller va actuar en dos musicals al Goodman Theatre, Animal Crackers com Grace/Mary i A Christmas Carol com Belle/Catherine.
El 2011, va ser nomenada actriu de l'any pel Chicago Tribune i també va ser nominada a dos premis Joseph Jefferson, guanyant el de millor actriu principal en un musical per la seva interpretació com a Amalia Balash a She Loves Me.

#### 2011-2017: debut de Broadway i primers èxits
Mueller va fer el seu debut a Broadway en una revifada revisada de On a Clear Day You Can See Forever com Melinda Wells, un paper originat per Barbara Harris. El musical va obrir les portes el desembre de 2011. Mueller va rebre elogis crítics per la seva interpretació, amb un crític que va comentar «... La seva veu conté notes de Garland, però ella no és diva; aquesta és una estrella de la suprema possessió de si mateixa». Per aquest paper, Mueller va ser nominat al premi Drama Desk a l'actriu destacada en un musical i al premi Tony a la millor actriu de repartiment de musical.
Mueller va interpretar Cinderella en una producció del Public Theater 2012 de Into the Woods de Stephen Sondheim al Delacorte Theatre.
Mueller a continuació va participar en els papers der Helena Landless/Miss Janet Conover en el revival de la Roundabout Theatre Company el 2012, de The Mystery of Edwin Drood, pel qual va ser nominada al Premi Drama Desk. Després va assumir el paper de Billie Bendix a Nice Work If You Can Get It, des del 29 de març de 2013 fins que va tancar el 15 de juny de 2013. També el 2013, va tornar a assumir el paper de Carrie Pipperidge a in Carousel al Lincoln Center en una producció de concerts escenificada amb la New York Philharmonic: un especial que va ser filmat i emès al PBS ' Live from Lincoln Center.
Mueller va aparèixer al musical Beautiful: The Carole King Musical, que es va estrenar a Broadway el 12 de gener de 2014. Va crear el paper principal de Carole King. Ja l'havia interpretat a les funcions de prova de San Francisco el 2013. Va guanyar els premis Premi Drama Desk i el  Tony a la millor actriu protagonista de musical. Va abandonar la producció de Broadway el 6 de març de 2015. El 8 de febrer de 2015, Mueller va guanyar un premi Grammy al millor àlbum de teatre musical (compartit amb Carole King (música i lletres)) i els productors Jason. Howland, Steve Sidwell i Billy Jay Stein).
El 27 d'abril de 2015, Mueller va ser el destinatari del premi Sarah Siddons Society al Marriott Theatre de Lincolnshire, Illinois.
Mueller va rempendre el seu paper com a Jenna en l'adaptació musical de la pel·lícula Waitress a Broadway, després d'haver interpretat anteriorment el paper en un taller del musical a finals del 2014. Amb música i lletra de Sara Bareilles i direcció de Diane Paulus, el musical es va estrenar al American Repertory Theater l'agost de 2015. Waitress es va estrenar al Brooks Atkinson Theatre el 24 d'abril de 2016. Mueller va ser nominada al Tony i al Drama Desk, entre d'altres, per la seva actuació. Mueller també va rebre elogis crítics per la seva actuació. Charles Isherwood per 'New York Times va assenyalar: «Però és quan la Sra. Mueller esclata al número més clàssic del musical'She Used to Be Mine,' que els seus talents són més aprofitats i emocionants ... La vibrant actuació de la senyora Mueller d'aquesta gentil però punyent cançó, que presenta una melodia que s'enrotlla i s'enreda en les ones, és el punt més àlgid del programa, i és cert, un punt àlgid de la temporada de Broadway. De cop, una comèdia musical agradable i polida però sense pes s'enfila fins a les alçades puja el cor juntament amb ell.» Mueller va abandonar la producció el 26 de març de 2017. L'actuació de Mueller també li va valer un premi Lilly 2016 pel seu missatge d'empoderament i seguretat femenina.

#### 2017–present: carrera cinematorgàfica,Carouseli d'altres projectes
A l'abril de 2017, poc després de la seva sortida de Waitress,, es va anunciar que Mueller prendria el paper principal de Julie Jordan en un revival de Broadway de Carousel. La producció va començar les prèvies el 28 de febrer de 2018 al Imperial Theatre i es va estrenar el 12 d'abril. La producció va tancar el 16 de setembre de 2018.
Abans de començar els assajos de Carousel, Mueller va debutar al cinema en el llargmetratge dramàtic-històric Els arxius del Pentàgon, de Steven Spielberg. Mueller va retratar a la columnista Judith Martin (també coneguda com a "Miss Manners"), juntament amb un repartiment de Meryl Streep, Tom Hanks, Sarah Paulson, i Carrie Coon. La pel·lícula es va estrenar en diferents cinemes el 22 de desembre de 2017.
També el 2017, Mueller va ser nominada a un Premi Emmy de Chicago / Midwest per la seva actuació al concert de la Lyric Opera Voices de Chicago, que es va rodar i es va emetre a WTTW a principis de l'any.
El 2018, Mueller va rebre tres nominacions importants per al seu paper com a Julie Jordan, incloent-hi la cinquena candidatura al Drama Desk (i la segona victòria) i la seva quarta candidatura al Premi Tony. És la primera actriu a qualsevol producció de carrusel a Broadway a rebre aquest tipus de nominacions per al paper.
Mueller va protagonitzar Marian Paroo a la producció de concerts semi-escenificada del Kennedy Center de  The Music Man davant de Norm Lewis. La producció va anar del 6 a l'11 de febrer.
Es va anunciar que Mueller interpretaria la llegenda del country Loretta Lynn a la pel·lícula original de Lifetime Patsy & Loretta, al costat de Megan Hilty com Patsy Cline. La pel·lícula va començar el rodatge a la ubicació de Nashville el març de 2019 i es va estrenar el 19 d'octubre de 2019.Per a aquest paper, Mueller ha estat nominat a un Premi Critics' Choice.
Actualment, Mueller té contractat per protagonitzar al costat de Tracy Letts i Armie Hammer l'obra The Minutes a Broadway al Cort Theatre. Les prèvies van començar el 25 de febrer de 2020 i es va preveure que l'espectacle originalment s'estrenaria el 15 de març. Tanmateix, la producció, després d'un mandat públic que va tancar tots els teatres de Broadway, es va suspendre a causa de la pandèmia del COVID-19. Els teatres de Broadway està previst que reobriran el 7 de juny, però el futur de l'espectacle encara està per determinar.

## Vida personal
El 2009, Mueller va conèixer i va començar una relació amb Andy Truschinski, un actor, productor de cinema i dramaturg, mentre actuava davant seu en una producció del Goodman Theatre de A Christmas Carol. La parella resideix a Nova York.

## Activisme i filantropia
Mueller ha col·laborat freqüentment amb la comunitat de Broadway per sensibilitzar i finançar diverses causes, com ara els drets de la comunitat LGBT, violència anti-armes, drets de les dones, adopció i altres qüestions socials. Dona suporta a Broadway Cares/Equity Fights AIDS, i ha aparegut en diversos volums de les seves àlbums anuals Carols for a Cure. El 2016, es trobava entre nombrosos intèrprets que van formar equip amb la personalitat de Broadway Seth Rudetsky per gravar una portada de "What The World Need Now" per donar suport a la comunitat LGTBI de Florida central després del tiroteig de la discoteca Pulse a Orlando; el moviment inclouria un concert benefici a Orlando així com una aparició a Maya & Marty. Més tard aquell any, Mueller tornaria a treballar amb Rudetsky i el seu marit James Wesley per formular la idea de Concert for America, una sèrie de concerts que recolzen diverses organitzacions de justícia social.
Mueller també és conegut per la seva tasca de suport a l'educació i arts. El 2014, Mueller va actuar al llançament del FWD Theatre Project, un esforç de base per donar suport a la creació de nous musicals a la comunitat de teatre de Chicago. El 2015, es va presentar amb el seu company Bella alum Jarrod Spector en una sèrie de concerts que beneficien a organitzacions diverses arts. El 2016, ella i la seva parella Andy Truschinski van ser homenatjades per l'Aliança de Teatres Residents / Nova York amb el premi Abe L. Blinder per a l'Administració del Servei Públic i de les Arts. Mueller també va gravar una cançó per al Museum of Modern Art Pop! Goes the Easel, una col·lecció de cançons infantils inspirades en obres del museu. El 2017, Mueller va exercir de mentor per als estudiants de Rosie's Theatre Kids, una organització iniciada per Rosie O'Donnell per formar i donar suport als joves en les arts escèniques. Mueller continua donant suport als seus propis companys d'alma, actuant en un aparador de beneficis del programa de teatre YAMO de l'Evanston Township High School el 2017 i proporcionant oportunitats per a reunions i converses amb estudiants de drama de la Universitat de Syracuse. En el seu temps lliure, Mueller imparteix classes magistrals a joves intèrprets aspirants.

## Crèdits professionals

### Teatre
| Any     | Títol                                      | Paper                               | Teatre                                          | Director(s)                    | Ref.           |
| ------- | ------------------------------------------ | ----------------------------------- | ----------------------------------------------- | ------------------------------ | -------------- |
| 2005    | Once Upon a Mattress                       | Ensemble (u.s. Winnifred)           | Drury Lane Theatre                              | Ray Frewen                     | [ 82 ]         |
| 2006    | Baby                                       | Lizzie Fields                       | Theatre at the Center                           | David Perkovich                | [ 83 ]         |
| 2006    | Enric IV, part 1 & Part 2                  | Lady Mortimer (u.s. Doll Tearsheet) | Chicago Shakespeare Theatre                     | Barbara Gaines                 | [ 84 ] [ 85 ]  |
| 2006    | Enric IV, part 1 & Part 2                  | Lady Mortimer (u.s. Doll Tearsheet) | Royal Shakespeare Theatre                       | Barbara Gaines                 | [ 84 ] [ 85 ]  |
| 2006–07 | The Three Musketeers                       | Cecile/Ensemble                     | Chicago Shakespeare Theatre                     | David H. Bell                  | [ 86 ] [ 87 ]  |
| 2007    | Shenandoah                                 | Jenny Anderson                      | Marriott Theatre                                | David H. Bell                  | [ 88 ]         |
| 2007    | How Can You Run With a Shell On Your Back? | Daisy                               | Chicago Shakespeare Theatre                     | Peter Flynn                    | [ 89 ]         |
| 2008    | Carousel                                   | Carrie Pipperidge                   | Court Theatre                                   | Charles Newell                 | [ 14 ] [ 90 ]  |
| 2008    | Carousel                                   | Carrie Pipperidge                   | Long Wharf Theatre                              | Charles Newell                 | [ 91 ]         |
| 2008    | Willy Wonka                                | Veruca Salt                         | Chicago Shakespeare Theatre                     | Joe Leonardo                   | [ 92 ]         |
| 2008    | All Shook Up                               | Natalie Haller                      | Marriott Theatre                                | Marc Robin                     | [ 93 ]         |
| 2008    | Meet Me in St. Louis                       | Esther Smith                        | Drury Lane Theatre                              | Jim Corti                      | [ 17 ] [ 94 ]  |
| 2008–09 | The Bowery Boys                            | Ensemble                            | Marriott Theatre                                | David H. Bell                  | [ 95 ] [ 96 ]  |
| 2009    | Curtains                                   | Niki Harris                         | Drury Lane Theatre                              | William Brown                  | [ 97 ]         |
| 2009    | Animal Crackers                            | Grace Carpenter/Mary Stewart        | Goodman Theatre                                 | Henry Wishcamper               | [ 10 ] [ 17 ]  |
| 2009    | A Christmas Carol                          | Belle/Catherine                     | Goodman Theatre                                 | William Brown                  | [ 11 ] [ 17 ]  |
| 2010    | Fiddler on the Roof                        | Tzeitel                             | Marriott Theatre                                | David H. Bell                  | [ 17 ]         |
| 2010    | Sleeping Beauty                            | Princess Amber                      | Marriott Theatre                                | Matt Raftery                   | [ 98 ]         |
| 2010    | Over the Tavern                            | Annie Pazinski                      | Peninsula Players                               | Kristine Thatcher              | [ 99 ]         |
| 2010    | A Little Night Music                       | Anne Egerman                        | Peninsula Players                               | Greg Vinkler                   | [ 14 ] [ 99 ]  |
| 2010    | She Loves Me                               | Amalia Balash                       | Writers Theatre                                 | Michael Halberstam             | [ 14 ] [ 17 ]  |
| 2011    | Guys and Dolls                             | Miss Adelaide                       | Marriott Theatre                                | Matt Raftery                   | [ 13 ]         |
| 2011    | Merrily We Roll Along                      | Mary Flynn                          | The Music Theatre Company                       | Jessica Redish                 | [ 17 ]         |
| 2011    | Shout! The Mod Musical                     | The Blue Girl                       | Marriott Theatre                                | Rachel Rockwell                | [ 13 ]         |
| 2011–12 | On a Clear Day You Can See Forever         | Melinda Wells                       | St. James Theatre                               | Michael Mayer                  | [ 100 ]        |
| 2012    | Into the Woods                             | Cinderella                          | The Public Theater (Shakespeare in the Park)    | Timothy Sheader and Liam Steel | [ 101 ]        |
| 2012–13 | The Mystery of Edwin Drood                 | Helena Landless/Miss Janet Conover  | Studio 54                                       | Scott Ellis                    | [ 102 ]        |
| 2013    | Carousel                                   | Carrie Pipperidge                   | Lincoln Center (Avery Fisher Hall)              | John Rando                     | [ 103 ]        |
| 2013    | Nice Work If You Can Get It                | Billie Bendix (replacement)         | Imperial Theatre                                | Kathleen Marshall              | [ 23 ]         |
| 2013    | Beautiful: The Carole King Musical         | Carole King                         | Curran Theatre (out-of-town tryout)             | Marc Bruni                     | [ 25 ]         |
| 2013–15 | Beautiful: The Carole King Musical         | Carole King                         | Stephen Sondheim Theatre                        | Marc Bruni                     | [ 26 ]         |
| 2015    | Waitress                                   | Jenna Hunterson                     | American Repertory Theater (out-of-town tryout) | Diane Paulus                   | [ 29 ] [ 104 ] |
| 2016–17 | Waitress                                   | Jenna Hunterson                     | Brooks Atkinson Theatre                         | Diane Paulus                   | [ 105 ]        |
| 2018    | Carousel                                   | Julie Jordan                        | Imperial Theatre                                | Jack O'Brien                   | [ 37 ]         |
| 2019    | The Music Man                              | Marian Paroo                        | Kennedy Center (Eisenhower Theater)             | Marc Bruni                     | [ 47 ]         |
| 2020    | The Minutes                                | Ms. Johnson                         | Cort Theatre                                    | Anna D. Shapiro                | [ 52 ]         |

### Cinema
| Any  | Títol    | Paper         | Ref.    |
| ---- | -------- | ------------- | ------- |
| 2017 | The Post | Judith Martin | [ 106 ] |

### Televisió
| Any  | Títol                              | Paper             | Notes                        | Ref.    |
| ---- | ---------------------------------- | ----------------- | ---------------------------- | ------- |
| 2013 | Carousel: Live from Lincoln Center | Carrie Pipperidge | Filmed stage production      | [ 106 ] |
| 2016 | The Family                         | Fran              | 2 episodes                   | [ 106 ] |
| 2017 | Blue Bloods                        | Faith Madson      | Episode: "Common Ground"     | [ 106 ] |
| 2019 | Madam Secretary                    | Leslie            | Episode: "Between the Seats" | [ 107 ] |
| 2019 | Patsy & Loretta                    | Loretta Lynn      | Television film              | [ 48 ]  |

### Discografia

#### Bandes sonores
- The Mystery of Edwin Drood – The 2013 New Broadway Cast Recording (2013)[108]
- Beautiful: The Carole King Musical – Original Broadway Cast Recording (2014)[109][110]
- Waitress – Original Broadway Cast Recording (2016)[111]
- Carousel – 2018 Broadway Cast Recording (2018)[112]
- Patsy & Loretta - Original Motion Picture Soundtrack (2019)[113]

#### Projectes col·laboratius
- Broadway's Carols for a Cure, Volume 16 (2014)[114]
- From Broadway With Love: A Benefit Concert for Orlando (2016)[115]
- Broadway's Carols for a Cure, Volume 18 (2016)[116]

#### Com artista convidada
- Sing You to Sleep by Anika Larsen (2014)[117]

## Premis i nominacions
| Any  | Premi                            | Categoria                                           | Treball nominat                    | Resultat  | Ref.    |
| ---- | -------------------------------- | --------------------------------------------------- | ---------------------------------- | --------- | ------- |
| 2008 | Premi Joseph Jefferson           | Actriu de repartiment en un musical                 | Carousel                           | Guanyador | [ 78 ]  |
| 2011 | Premi Joseph Jefferson           | Actriu protagonista en un musical                   | Guys and Dolls                     | Nominat   | [ 118 ] |
| 2011 | Premi Joseph Jefferson           | Actriu protagonista en un musical                   | She Loves Me                       | Guanyador | [ 118 ] |
| 2012 | Premi Tony                       | Millor actriu de repartiment de musical             | On a Clear Day You Can See Forever | Nominat   | [ 19 ]  |
| 2012 | Premi Drama Desk                 | Actriu de repartiment de musical més destacada      | On a Clear Day You Can See Forever | Nominat   | [ 119 ] |
| 2012 | Premi Drama League               | Actuació distingida                                 | On a Clear Day You Can See Forever | Nominat   | [ 120 ] |
| 2012 | Premi Theatre World              | Debut més destacat a Broadway                       | On a Clear Day You Can See Forever | Honoree   | [ 121 ] |
| 2013 | Premi Drama Desk                 | Actriu de repartiment de musical més destacada      | The Mystery of Edwin Drood         | Nominat   | [ 122 ] |
| 2013 | Premis Broadway.com Audience     | Parella favorita en escena (amb Andy Karl)          | The Mystery of Edwin Drood         | Nominat   | [ 123 ] |
| 2014 | Premi Tony                       | Millor actriu protagonista de musical               | Beautiful: The Carole King Musical | Guanyador | [ 124 ] |
| 2014 | Premi Drama Desk                 | Actriu més destacada en un musical                  | Beautiful: The Carole King Musical | Guanyador | [ 125 ] |
| 2014 | Premi Drama League               | Actuació distingida                                 | Beautiful: The Carole King Musical | Nominat   | [ 126 ] |
| 2014 | Premi Outer Critics Circle       | Actriu més destacada en un musical                  | Beautiful: The Carole King Musical | Nominat   | [ 127 ] |
| 2014 | Premi Broadway.com Audience      | Actriu protagonista en un musical favorita          | Beautiful: The Carole King Musical | Nominat   | [ 128 ] |
| 2015 | Premi Grammy                     | Millor àlbum de teatre musical                      | Beautiful: The Carole King Musical | Guanyador | [ 27 ]  |
| 2016 | Premi Tony                       | Millor actriu protagonista de musical               | Waitress                           | Nominat   | [ 129 ] |
| 2016 | Premi Drama Desk                 | Actriu més destacada en un musical                  | Waitress                           | Nominat   | [ 130 ] |
| 2016 | Premi Drama League               | Actuació distingida                                 | Waitress                           | Nominat   | [ 131 ] |
| 2016 | Premi Outer Critics Circle       | Actriu més destacada en un musical                  | Waitress                           | Nominat   | [ 132 ] |
| 2016 | Premi Broadway.com Audience      | Actriu protagonista en un musical favorita          | Waitress                           | Nominat   | [ 133 ] |
| 2017 | Premi Grammy                     | Millor àlbum de teatre musical                      | Waitress                           | Nominat   | [ 134 ] |
| 2017 | Chicago/Midwest Emmy Award       | Outstanding Crafts Achievement for On-Camera Talent | Chicago Voices                     | Nominat   | [ 41 ]  |
| 2018 | Premi Tony                       | Millor actriu protagonista de musical               | Carousel                           | Nominat   | [ 46 ]  |
| 2018 | Premi Drama Desk                 | Actriu més destacada en un musical                  | Carousel                           | Guanyador | [ 45 ]  |
| 2018 | Premi Drama League               | Actuació distingida                                 | Carousel                           | Nominat   | [ 135 ] |
| 2019 | Premi Grammy                     | Millor àlbum de teatre musical                      | Carousel                           | Nominat   | [ 136 ] |
| 2020 | Premi Critics' Choice Television | Millor actrtiu en minisèrie o telefilm              | Patsy & Loretta                    | Nominat   | [ 51 ]  |

### Honors especials
- Chicago Tribune's Actor of the Year Award – 2011[78]
- Sarah Siddons Society Actress of the Year Award – April 27, 2015[137]
- A.R.T./New York: Abe L. Blinder Award for Public Service and Arts Education – April 11, 2016[138]
- Lilly Award for Acting – May 23, 2016[139]